# لعيا زنكنه
لعيا زنكنه (بالفارسية: لعیا زنگنه) ( 5 أغسطس 1965 في طهران) ممثلة إيرانية.

## الحياة المهنية
في عام 1992 بدأت التمثيل المسرحي المحترف. اكتشفت الممثلة أمين تاروخ موهبتها في التمثيل، كما قام كلاً من محمد علي كيشافارز وثريا قاسمي بتوجيهها للعمل في السينما والتلفزيون. كان فيلمها الأول «سر مينا» (1996) من إخراج عباس رفيع، وشاركت ضمن أكثر من 100 ممثلة في فيلم شيرين للمخرج عباس كيارستمي

## روابط خارجية
- لعيا زنكنه على موقع IMDb (الإنجليزية)
- لعيا زنكنه على موقع قاعدة بيانات الفيلم (الإنجليزية)